# Emília Tércia
Emília Tércia, também conhecida como Emília Paula c. 230–163 ou 162 a.C.), foi a esposa do cônsul romano e censor Cipião Africano. Ela era, possivelmente, a terceira filha, do cônsul Lúcio Emílio Paulo e a irmã do cônsul Lúcio Emílio Paulo Macedonico.

## Origem
O nome de Emília deriva do seu nome de família (nomen), a gens Emília sendo uma das cinco famílias patrícias mais importantes. As mulheres da República Média habitualmente usavam o nome de seu pai e o nome da família, por vezes, eram distinguidas pela sua ordem de nascimento. Assim como os homens chamados Quintus ("o Quinto") ou Sextus ("Sexto"), embora o nome Tércia pode nem sempre significar que uma mulher tinha duas irmãs mais velhas. Valério Máximo dá o seu nome como Tércia Emília, "a esposa de Cipião Africano e a mãe de Cornelia." Emília não é conhecida por ter duas irmãs mais velhas, mas por ter duas irmãs mais novas, que, por vezes, são mais notáveis para o registro histórico do que a mais velha. As filhas de Emília foram Cornelia Africana Maior e Cornelia Africana Menor, a mais jovem que era muito mais famosa do que sua mãe ou sua irmã mais velha.

## Casamento com Cipião
O casamento de Emília Tércia com Cipião Africano teve lugar no mais tardar em 215 a.C. Eles foram muito felizes no casamento, de acordo com Lívio, Políbio e outros historiadores. Tiveram dois filhos e duas filhas, a mais nova sendo a famosa Cornélia, Mãe dos Gracos.

## Personalidade
Emília Tércia é retratada como sendo ferozmente leal a seu marido. O historiador grego Políbio, que estava vivendo na casa de seu irmão Lucio Emílio Paulo Macedonico por algum tempo, e que quase certamente foi uma testemunha ocular, escreveu sobre Emília Tércia: 
"Essa senhora, cujo nome era Emília, usado para exibir grande magnificência, sempre que ela deixava sua casa para tomar parte nas cerimônias que as mulheres participavam, para além da riqueza de seu próprio vestido e a decoração de seu transporte, todas as cestas, copos e outros utensílios usados para o sacrifício eram de ouro ou de prata, e foram usados em todas as ocasiões solenes, […] e o número de empregadas domésticas e servos no atendimento era correspondentemente grande." (Políbio, traduzido por John Dryden, Livro 31 De Fragmentos: 26)
Esta passagem mostra que, para esse período, durante a República, Emília Tércia tinha muita liberdade e riqueza, ambos dados a ela por um marido excecionalmente liberal. Ela é uma das poucas mulheres romanas conhecidas por nós da República Média. Devido a sua invulgar riqueza e liberdade, e seu próprio comportamento, ela exerceu um importante papel de modelo para muitas jovens mulheres romanas, assim como sua filha, Cornelia (190-121 BC), teria um importante papel de modelo para muitas mulheres nobres romanas republicanas tardias, incluindo supostamente Aurélia Cota, a mãe de Júlio César.
De acordo com outras fontes, Emília era gentil, bem-educada, mas também ferozmente leal a seu marido. Valério Máximo relata um incidente onde Cipião foi infiel a ela com uma de suas servas, mas Emília optou por não tornar o assunto público. Valério Máximo e Plutarco teriam considerado tal comportamento como honroso para Cipião. O sexo conjugal era considerado essencialmente procriativo para os romanos que viveram na metade da república. O ano do incidente foi cerca de 191 a.C. ou mais tarde, no momento em que Emília estava grávida de seu filho mais novo ou tinha dado à luz recentemente. O fato de que Emília optou por não expor seu marido (segundo Valério Máximo), poderia indicar um desejo de poupá-lo do constrangimento ou seu desejo em evitar um constrangimento para ela mesma. Além disso, ao se divorciar de seu marido, uma mulher perdia a guarda de seus filhos e, geralmente, tinha de voltar para a sua casa.
Fontes, tais como Políbio, também enfatizam o seu amor pelo luxo e sua extravagância; ela dirigia uma carruagem especial para as mulheres, nas procissões religiosas e contava com a presença de um grande número de servos. Uma fonte afirma que ela tinha um bom gosto para compras, apesar de suas extravagantes obras de arte.

## Morte de Cipião
Cipião morreu em 183 a.C., depois de ter retirado-se para sua casa de campo em Liternum em 185 a.C. Durante seus últimos anos, ele escreveu suas memórias em latim e grego.
De acordo com Políbio, Cipião havia feito generosas disposições para a sua viúva, para garantir que ela iria manter o mesmo estilo de vida que tinha se acostumado como sua esposa. Ele também deixou para suas filhas cinquenta talentos de prata para cada uma, o que era um grande dote para os padrões da época.

## Viuvez
Ela continuou seu estilo de vida luxuoso, apesar de sua viuvez, provavelmente tendo recebido uma generosa renda pelo testamento de seu marido. No entanto, devido à Lex Voconia (que proibiu as mulheres de herdar muito ou passar a sua própria riqueza para mulheres) em 169 a.C., ela foi incapaz de dispor de seus bens como ela realmente queria. Após sua morte, seu herdeiro era automaticamente seu neto por adoção, Cipião Africano II, ou Cipião, o Jovem (mais conhecido pelos romanos como Cipião Emiliano).

## Filhos
Emília Tércia e Cipião tiveram quatro filhos sobreviventes, dois filhos e duas filhas. 
O filho mais velho, Públio Cornélio Cipião não era saudável o suficiente para buscar uma carreira militar ou política de carreira, e foi-lhe dada uma carreira religiosa em vez disso. Ele adotou seu primo de primeiro grau Públio Cornélio Cipião Emiliano como herdeiro. O filho mais jovem, Lucio Cornélio Cipião, tornou-se pretor em 174 a.C.
As duas filhas, Cornelia Maior e Cornelia Menor foram casadas duas vezes com dois cônsules e censores.